# علم أمراض الفم والفك العلوي والوجه
يُعنى علم أمراض الفم والفك العلوي والوجه بصورة رئيسية بتشخيص أمراض الفم والفك العلوي والوجه باستخدام طرق معملية. ويمكن إجراء فحوص على أنسجة لينة أو صلبة من فم المريض بمساعدة المجهر، وذلك للتعرف على الأورام أو على أي اضطرابات أخرى. ويختص بعض أطباء علم أمراض الفم في طب الأسنان الشرعي
الذي يطبق علم أمراض الفم على الحالات القانونية. ويتعين على هؤلاء الاختصاصيين عادة التعرف على أشخاص موتى عن طريق مقارنة سجلات الأسنان مع أسنان وأنسجة الضحية.

## التشخيص
يشار إلى الخزعة عندما لا تسمح الصورة السريرية للمريض أو تاريخه المرضي أو الاستقصاءات الشعاعية بوضع تشخيص نهائي. الخزعة هي إجراء جراحي يتضمن إزالة جزء من عينة نسيجية من الكائن الحي بغرض الفحص المجهري. تؤخذ الخزعات في معظم الحالات تحت التخدير الموضعي. تُجرى بعض الخزعات بتوجيه التنظير الداخلي أو وسائل التصوير كالتصوير بالأمواج فوق الصوتية أو التصوير المقطعي المحوسب أو التصوير بالرنين المغناطيسي. يُعد الغشاء المخاطي للفم والجيوب الأنفية والعظام والأنسجة الرخوة والجلد والعقد اللمفاوية من أكثر الأنسجة التي تُفحص من خلال الخزعة.
تشمل أنواع الخزعات المستخدمة عادة لتشخيص سرطان الفم:
- الخَزْعَةٌ الاسْتِئْصالِيَّة: تُستأصل آفة صغيرة بالكامل، يُفضل استخدام هذه الطريقة إذا كان قطر الآفة بحوالي 1 سم أو أقل وفي حال كانت حميدة سريرياً وظاهرياً ويمكن الوصول إليها جراحياً. بينما الآفات الأكبر وذات الطبيعة الأكثر انتشاراً وتشتتاً والأكثر خباثة سريرياً لا تُزال بالكامل.[4]
- الخَزْعَةٌ الاقْتِطَاعِيَّة: يُستأصل جزء صغير من نسيج منطقة غير طبيعية لفحصه. تعد هذه الطريقة مفيدة عند التعامل مع الآفات الأكبر. يُمكن أخذ العينة في عيادة الطبيب في حال كان من السهل الوصول للمنطقة. إن كان الورم في منطقة أعمق ضمن البلعوم أو الفم قد يلزم إجراء الخزعة في غرفة العمليات. يجرى التخدير العام لمنع أي شعور بالألم.[4]
- السيتولوجيا التَّقَشُرِيَّة: تُكشط منطقة مشتبه بها برفق لجمع عينة من الخلايا للفحص، توضع هذه الخلايا على شريحة زجاجية وتُلوّن بصباغ بحيث يصبح بالإمكان رؤيتها تحت المجهر. في حال وجود أي خلايا شاذة بالدراسة تؤخذ خزعة أكثر عمقاً.[4]

## الأمراض
تشمل العديد من الأمراض الفم والفكين وجلد الفم. أدرجت بعض الأمثلة على الأمراض التي يمكن أن تنطوي على منطقة الفم والفكّ العُلْوِيٌّ الوَجْهِيّ. بعضها أكثر شيوعاً من غيرها، وهذه القائمة ليست كاملة على أي حال. وُضعت هذه الأمثلة بعين الاعتبار بناءً على مصفاة جراحية.

### خلقية
سوء إطباق الأسنان
فلح الشفة والحنك
فلح الشفة والحنك هو اضطراب خلقي متعدد العوامل يحدث في عدة أشكال. إما فلح شفة أو فلح حنك أو فلح الشفة والحنك.
فلح الشفة هو انشقاق في الشفة العلوية ويرجع ذلك في الأصل إلى فشل في عمليات الالتحام الأنفية الأنسية. فلح الحنك هو وجود فتحة في الحنك الرخو والحنك الصلب بسبب فشل في التحام الرفوف الحنكية.
وظيفة الرف الحنكي هي الفصل بين الجوف الأنفي والجوف الفموي ودون ذلك يواجه المريض مشاكل خلال البلع وتناول الطعام والكلام. ما يؤثر على نوعية الحياة وعلى مهام معينة في مرحلة ما.
تشمل بعض الأمثلة صعود الطعام إلى التجويف الأنفي خلال البلع لأن الحنك الرخو غير موجود لإغلاق التجويف أثناء العملية. يتأثر الكلام أيضاً لأن تجويف الأنف هو مصدر الرنين أثناء الكلام، ويؤدي الفشل في معالجة المساحات في التجاويف إلى عدم القدرة على نطق بعض الأحرف الساكنة بلغة مسموعة.
ضخامة اللسان
ضخامة اللسان هي حالة نادرة تُصنف من خلال وجود ضخامة في اللسان وتؤدي في نهاية المطاف إلى تعرج حواف اللسان بسبب الاحتكاك بالفراغات بين الأسنان.
أسباب وراثية
- تشوهات وعائية
- متلازمة داون
- متلازمة بيكويث فيدمان
- حثل دوشن العضلي
- الورم الليفي العصبي من النمط الأول
- التخلق

أسباب مكتسبة
- التسرطن[6]
- الدرق اللسانية[7]
- الوذمة المخاطية[6]
- الداء النشواني[6]

العقابيل
- التنفس الصاخب، انسداد المجرى الهوائي في حال الإصابات الشديدة.
- سيلان اللعاب
- صعوبة في تناول الطعام
- لُثْغَةٌ كلامية
- المضغ بفم مفتوح
- اللسان الناشز الذي قد يتقرح ويتنخر

سبل العلاج
قد لا يكون العلاج الجراحي إلزاميًا في الحالات الخفيفة ولكن في حال تأثر الكلام فقد تكون بعض علاجات النطق مفيدة. قد يكون هناك حاجة لاستئصال اللسان بإقلال حجمه في بعض الحالات الشديدة.
التصاق اللسان
تجويف ستافني
النتوء الحنكي
حيد الفك السفلي
متلازمة النسر
متلازمة النسر هي حالة يحدث فيها تعظم غير طبيعي في الرِّباطُ الإِبْرِيُّ اللَّامِيّ، ما يؤدي إلى زيادة في سماكة وطول الناتئ والرباط الإِبْرِيُّ اللَّامِيّ. يحصل شعور بالألم بسبب الضغط المطبق على الوريد الوداجي الباطن. تحصل متلازمة النسر بسبب تطاول الناتئ الإِبْرِيُّ اللَّامِيّ أو تكلس الرباط الإِبْرِيُّ اللَّامِيّ. مع ذلك فإن السبب الدقيق لحصول التطاول غير معروف إذ يمكن أن يحصل بشكل تلقائي أو منذ الولادة. عادة ما يكون طول الناتئ الإِبْرِيُّ اللَّامِيّ الطبيعي بين 2.5-3 سم. في حال كان طوله أكثر من 3 سم فإنه يُعتبر متطاولًا.